# Kenneth Lundmark
Kenneth Lundmark, född 25 mars 1946, är en svensk höjdhoppare och friidrottare under slutet av 1960- och början av 1970-talet. Han tävlade för Skellefteå AIK och Spårvägens Idrottsförening, Stockholm. Han blev 1968 Stor grabb nummer 248.

## Främsta meriter
Kenneth Lundmark var delad svensk rekordhållare i höjdhopp åren 1969 till 1971. Han vann två SM-guld i höjdhopp utomhus och två inomhus. Dessutom tog han EM-brons inomhus 1968.

## Idrottskarriär (höjdhopp)
1968 tog Lundmark brons vid European Indoor Games, föregångaren till det officiella inomhus-EM. Han vann även SM inomhus, på 2,09. Utomhus vann han SM-guld på 2,04. Han deltog vid OS i Mexico City omen blev där oplacerad på 2,06.
Den 11 maj 1969 deltog han i samma tävling som den svenske rekordhållaren Bo Jonsson. Bägge hoppade i tävlingen 2,18 och överträffade därmed det gamla rekordet och delade sedan det nya fram till 1971, då Jan Dahlgren slog det. 
Lundmark tog sitt andra guld i SM 1970, denna gång med ett hopp på 2,14.
1971 vann Lundmark ånyo guldmedaljen vid inomhus-SM (denna gång på 2,14). Han deltog även vid det andra officiella inomhus-EM, där han kom på trettonde plats. Vid ute-EM i Helsingfors lyckades han dock inte ta sig till finalen.
Kenneth Lundmark blev även brittisk mästare i höjdhopp under sin karriär.